# Parbuluan I
Parbuluan I is een bestuurslaag in het regentschap Dairi van de provincie Noord-Sumatra, Indonesië. Parbuluan I telt 2983 inwoners (volkstelling 2010).